# Forsteronia cordata
Forsteronia cordata är en oleanderväxtart som först beskrevs av Müll. Arg., och fick sitt nu gällande namn av R. E. Woodson. Forsteronia cordata ingår i släktet Forsteronia och familjen oleanderväxter. Inga underarter finns listade i Catalogue of Life.